# Тідьям Гоміс
Тідьям Дьядьє Стефан Гоміс (фр. Tidiam Diadie Stephan Gomis, нар. 8 серпня 2006, Мелан-ан-Івлін, Франція) — французький футболіст сенегальського походження, нападник німецького клубу «РБ Лейпциг».

## Ігрова кар'єра

### Клубна
У 2019 році Тідьям Гоміс приєднався до молодіжного складу французького клубу «Кан». У вересні 2022 року футболіст підписав з клубом перший професійний контракт до 2025 року і став наймолодшим професіоналом в історії клубу. 12 серпня 2023 року у матчі другого дивізіону проти «По» Гоміс дебютував на професійному рівні в основі «Кана». Таким чином Тідьям Гоміс став четвертим наймолодшим гравцем в історії клубу.
В літнє трансферне вікно 2023 року в послугах напалдника був зацікавлений німецький «Баєр 04». Але клуби не узгодили умови контракту гравця. В лютому 2025 року Гоміс перейшов до «РБ Лейпциг», з яким уклав контракт на чотири з половиною роки. 8 березня в поєдинку проти «Фрайбурга» нападник дебютував в німецькому чемпіонаті.

### Збірна
З 2021 року Тідьям Гоміс почав свої виступи в юнацьких збірних Франції. В складі збірної Франції (U-17) у 2023 році Гоміс ставав срібним призером юнацького чемпіонату Європи в Угорщині та юнацького чемпіонату світу в Індонезії.

## Титули
Франція (U-17)
 Віце - чемпіон Європи: 2023
 Віце - чемпіон світу: 2023